# Leif Persson
Leif Håkan Persson (ur. 12 lipca 1968 w Östersund) – szwedzki narciarz, specjalista narciarstwa dowolnego. Najlepszy wynik na mistrzostwach świata osiągnął podczas mistrzostw w Lake Placid i mistrzostw w Altenmarkt, gdzie zajął 17. miejsce w jeździe po muldach. Jego najlepszym wynikiem olimpijskim jest 8. miejsce w tej samej konkurencji na igrzyskach olimpijskich w Albertville. Najlepsze wyniki w Pucharze Świata osiągnął w sezonie 1988/1989, kiedy to zajął 23. miejsce w klasyfikacji generalnej, a w klasyfikacji jazdy po muldach był piąty.
W 1994 r. zakończył karierę.

## Osiągnięcia

### Igrzyska olimpijskie
| Miejsce | Dzień     | Rok  | Miejscowość | Konkurencja      | Zwycięzca         |
| ------- | --------- | ---- | ----------- | ---------------- | ----------------- |
| 8.      | 13 lutego | 1992 | Albertville | Jazda po muldach | Edgar Grospiron   |
| 12.     | 16 lutego | 1994 | Lillehammer | Jazda po muldach | Jean-Luc Brassard |

### Mistrzostwa świata
| Miejsce | Dzień     | Rok  | Miejscowość | Konkurencja      | Zwycięzca         |
| ------- | --------- | ---- | ----------- | ---------------- | ----------------- |
| 50.     | 3 marca   | 1989 | Oberjoch    | Jazda po muldach | Edgar Grospiron   |
| 17.     | 14 lutego | 1991 | Lake Placid | Jazda po muldach | Edgar Grospiron   |
| 17.     | 13 marca  | 1993 | Altenmarkt  | Jazda po muldach | Jean-Luc Brassard |

### Puchar Świata

#### Miejsca w klasyfikacji generalnej
- sezon 1987/1988: 101.
- sezon 1988/1989: 23.
- sezon 1989/1990: 41.
- sezon 1990/1991: 40.
- sezon 1991/1992: 28.
- sezon 1992/1993: 55.
- sezon 1993/1994: 109.

#### Miejsca na podium
1. Breckenridge – 28 stycznia 1989 (Jazda po muldach) – 2. miejsce
2. La Clusaz – 12 lutego 1989 (Jazda po muldach) – 3. miejsce
3. Breckenridge – 18 stycznia 1992 (Jazda po muldach) – 3. miejsce
4. Hundfjället – 23 marca 1991 (Jazda po muldach) – 2. miejsce
5. Tignes – 12 grudnia 1992 (Jazda po muldach) – 2. miejsce

- W sumie 3 drugie i 2 trzecie miejsca.